# Malus spectabilis
 (février 2025).
Si vous disposez d'ouvrages ou d'articles de référence ou si vous connaissez des sites web de qualité traitant du thème abordé ici, merci de compléter l'article en donnant les références utiles à sa vérifiabilité et en les liant à la section « Notes et références ».
 (février 2025).
La mise en forme du texte ne suit pas les recommandations de Wikipédia : il faut le « wikifier ».
Les points d'amélioration suivants sont les cas les plus fréquents. Le détail des points à revoir est peut-être précisé sur la page de discussion.
- Les titres sont pré-formatés par le logiciel. Ils ne sont ni en capitales, ni en gras.
- Le texte ne doit pas être écrit en capitales (les noms de famille non plus), ni en gras, ni en italique, ni en « petit »…
- Le gras n'est utilisé que pour surligner le titre de l'article dans l'introduction, une seule fois.
- L'italique est rarement utilisé : mots en langue étrangère, titres d'œuvres, noms de bateaux, etc.
- Les citations ne sont pas en italique mais en corps de texte normal. Elles sont entourées par des guillemets français : « et ».
- Les listes à puces sont à éviter, des paragraphes rédigés étant largement préférés. Les tableaux sont à réserver à la présentation de données structurées (résultats, etc.).
- Les appels de note de bas de page (petits chiffres en exposant, introduits par l'outil «  Source ») sont à placer entre la fin de phrase et le point final[comme ça].
- Les liens internes (vers d'autres articles de Wikipédia) sont à choisir avec parcimonie. Créez des liens vers des articles approfondissant le sujet. Les termes génériques sans rapport avec le sujet sont à éviter, ainsi que les répétitions de liens vers un même terme.
- Les liens externes sont à placer uniquement dans une section « Liens externes », à la fin de l'article. Ces liens sont à choisir avec parcimonie suivant les règles définies. Si un lien sert de source à l'article, son insertion dans le texte est à faire par les notes de bas de page.
- La présentation des références doit suivre les conventions bibliographiques. Il est recommandé d'utiliser les modèles {{Ouvrage}}, {{Chapitre}}, {{Article}}, {{Lien web}} et/ou {{Bibliographie}}. Le mode d'édition visuel peut mettre en forme automatiquement les références.
- Insérer une infobox (cadre d'informations à droite) n'est pas obligatoire pour parachever la mise en page.

Pour une aide détaillée, merci de consulter Aide:Wikification.
Si vous pensez que ces points ont été résolus, vous pouvez retirer ce bandeau et améliorer la mise en forme d'un autre article.
Pommier remarquable, Pommier de Chine
Espèce
Statut de conservation UICN

 DD  : Données insuffisantes
Malus spectabilis, le Pommier remarquable ou Pommier de Chine, est une espèce de plantes à fleurs de la famille des Rosaceae originaire de Chine. 

## Citations dans l'histoire
Certaines plantes qui ressemblent à des fleurs de pommier sauvage ont également reçu le nom de « Haitang ». Les plus célèbres d'entre elles sont XiFu Haitang (西府海棠  , Haitang occidental, "Pommier à fleurs de Chine" ou "Malus spectabilis" ou "Malus micromalus"), TieGeng Haitang (Haitang collé à la tige, Cognassier du Japon), ChuiSi Haitang (le Haitang d'ornement pédonculé) et MuGua Haitang (le pommier cognassier), connu collectivement sous le nom Haitang Sipin (des quatre variétés de Haitang). En taxonomie, ces Haitangs appartiennent à différentes familles ou genres, certains sont herbacés, certains sont ligneux, certains sont des arbustes et certains sont des arbres.
Le Youyang Zazu de Duan Chengshi rapporte que « les Haitang de Jiazhou sont à la fois belles et parfumées ». Xu Kai de la dynastie Tang du Sud a écrit dans Fangyu Ji que « les Haitangs cultivées à Jiazhou sont les plus parfumées ». Selon le Qunfangpu de la dynastie Ming : Il y a quatre variétés de Haitangs, toutes ligneuses. Y compris XiFu Haitang (Haitang occidental), ChuiSi Haitang ( Haitang d'ornement pédonculé), MuGua Haitang (Haitang cognassier) et TieGeng Haitang (le pommier sauvage à tige).
Les « Registres des Haitangs » de Sun Changming répertorient les variétés et les caractéristiques des Haitangs de Leshan : « Il existe des Haitangs doux, des Haitangs de sable et des Haitangs poire, dont aucun n'est Haitang. Il existe également des Haitangs jaunes, qui sont de couleur jaune ; des Haitangs collants, qui ont de petites fleurs ; et les Haitangs pédonculé, qui ont des fleurs roses et sans pépins, et ce sont de véritables Haitangs. Les Haitangs sont abondants au Shu. Ils fleurissent en février et ont cinq pétales. Au début, elles ressemblent à des points rouges, mais quand elles s'ouvrent, elles deviennent progressivement un halo, et quand elles tombent, elles ressemblent à du vieux maquillage en rose clair. Elles ont des tiges longues d'environ d'un pouce, de couleur violet clair, avec trois ou cinq calices. Ses étamines sont comme millet doré, avec des moustaches violettes au milieu. Les fleurs tombent et produisent des fruits ressemblant à des poires, appelés Haihong. Alors, ceux de Jiazhou au Shuzhong sont parfumés et ont de grandes fleurs.
La plupart des Haitangs n'ont pas d'odeur parfumée. Lorsque Shi Chong vit un Haitang, il soupira et dit : « Si les Haitangs pouvaient avoir une odeur parfumée, je construirais une maison dorée pour les abriter. »  Peng Yuancai de la dynastie Song avait cinq regrets dans sa vie : « Le premier est que l'alose a trop d'arêtes, le deuxième est que les kumquats sont trop acides, le troisième est que les brasénies d'eau sont de caractère froids, le quatrième est que les Haitangs n'ont pas de parfum, et cinquième est que Zeng ZiGu ne sait pas écrire de poésie. ».
Dans Le Cauchemar du Pavillon Rouge, Eileen Chang  mentionne que « le Haitangs n'a pas de parfum, l'alose a beaucoup d'arêtes et le “Le Rêve dans le Pavillon Rouge“ est inachevé », et énumère ces éléments comme les trois plus grands regrets. La première ligne du poème de Guo Moruo « En souvenir de Jiazhou » est la suivante : « Dans la baie de Litchi, une terre de Haitangs parfumés, Su Shi vivait autrefois ici. » 

## Galerie
Il existe cinq principaux types de pommiers sauvages selon différentes classifications de plantes :

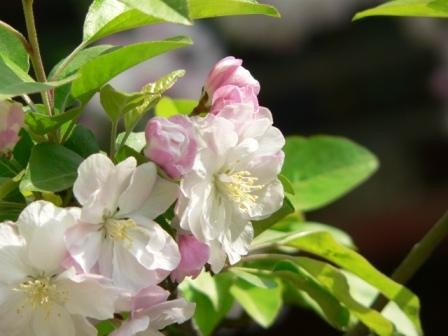
Malus (Marum, 西府海棠, Haitang occidental).
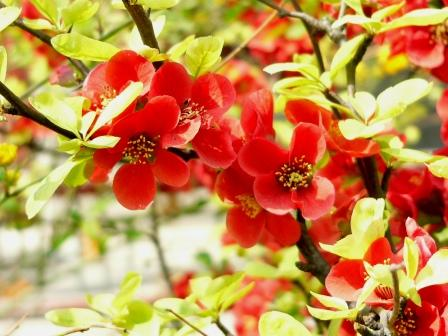
Chaenomeles (Cognassier du Japon, Haitang collé à la tige).
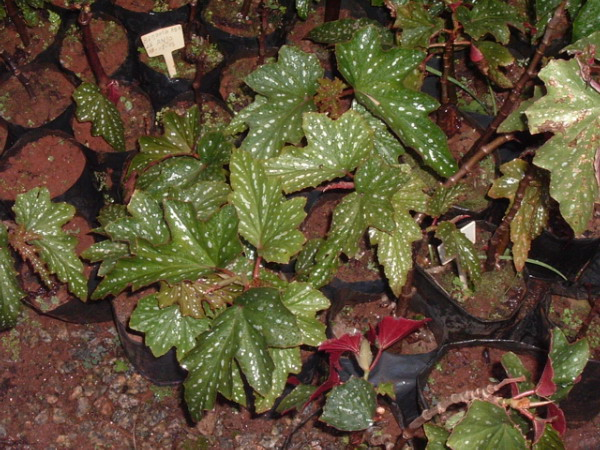
Bégonia (Bégoniacées, Haitang de quatre saisons).
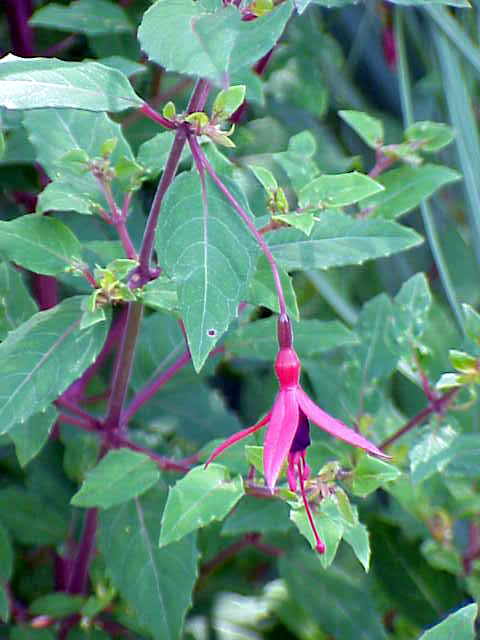
Fuchsia (Fuchsia, Haitang en clochette).
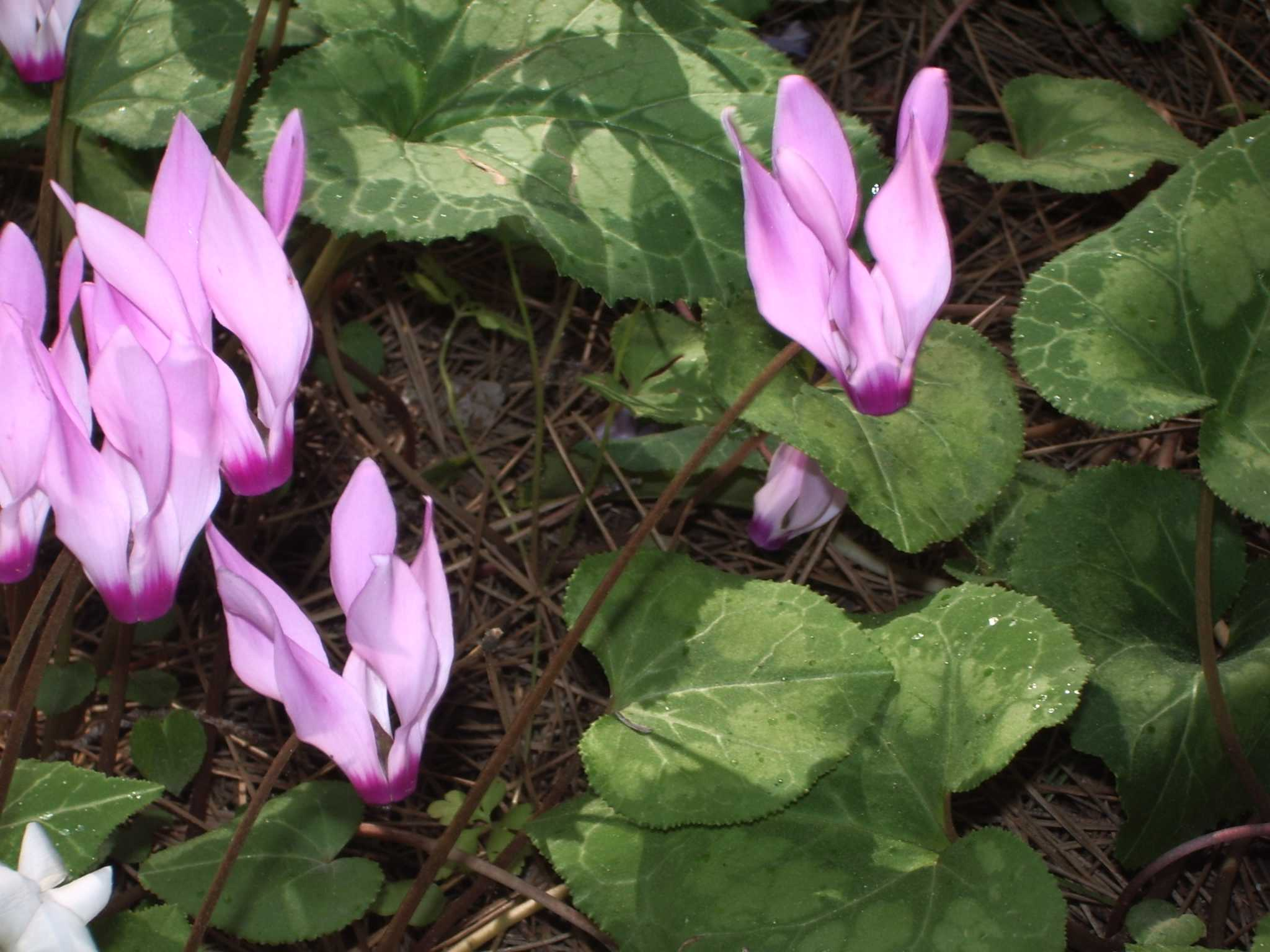
Cyclamen (Cyclamen, Haitang radis).
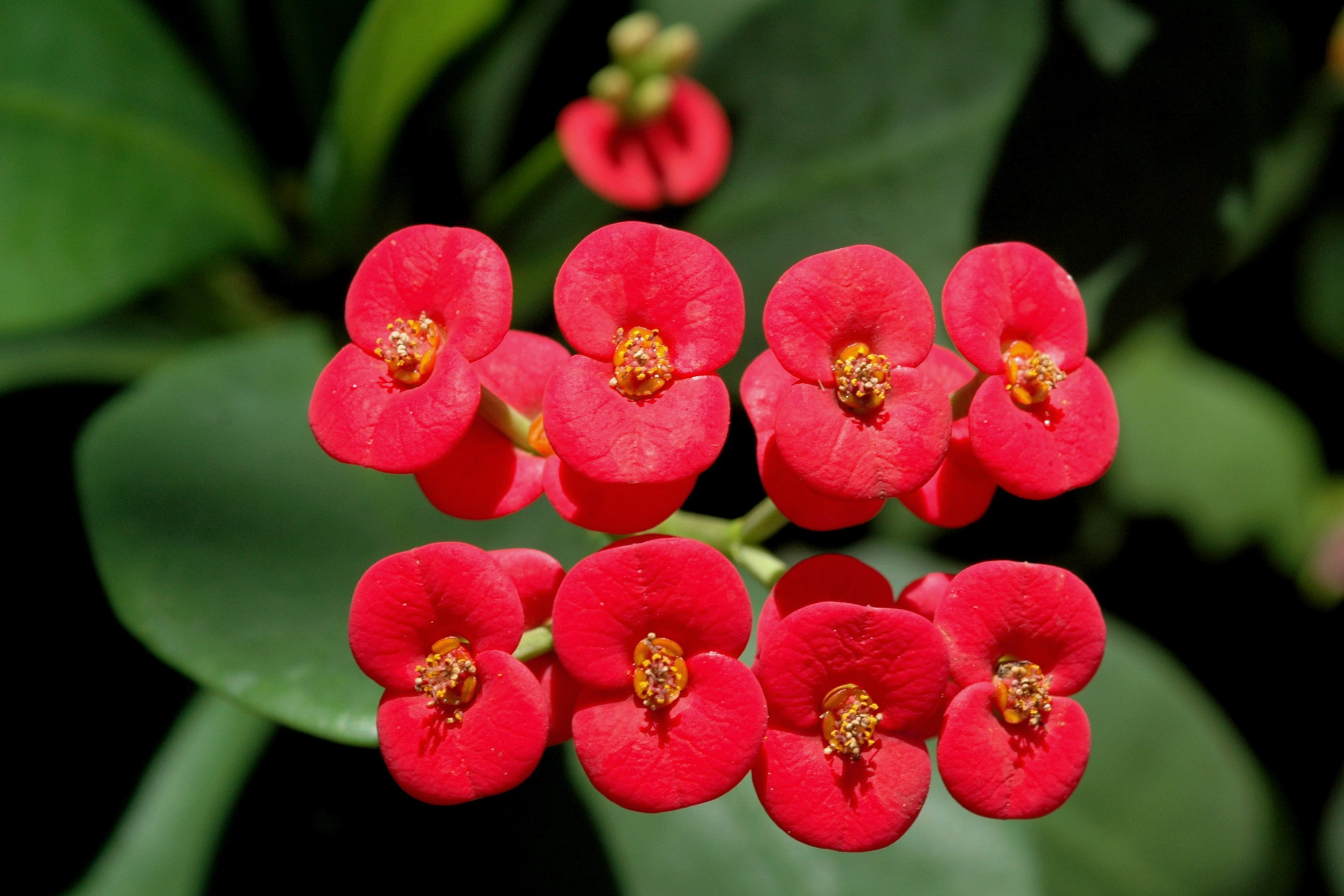
Euphorbe(Euphorbia serreta, Haitang de fer).

- Le genre pommier sauvage de la famille des Rosacées comprend le Haitang occidental, le Haitang d'ornement pédonculé etc. Voir Malus spectabilis.
- Le genre Malus de la famille des Rosacées comprend Malus sphenanthera, Malus quinquefolius, etc., voir le genre Malus quinquefolius .
- Bégonia de la famille des Begoniaceae de l' ordre des Cucurbitales, comprenant Begonia sempervivum, etc., Bégonia bulbeux, voir Bégonia .
- Le genre Fuchsia de la famille des Onagracées comprend le fuchsia court, le fuchsia à calice blanc, etc., voir Fuchsia .
- Le cyclamen, également connu sous le nom de Haitang radis, appartient au genre Cyclamen de la sous-famille Myrsinaceae, famille Primulales, voir Cyclamen .
- L'Euphorbia serrata, également connue sous le nom de Haitang de fer, est une plante toxique dont la sève peut provoquer une dermatite.

## Répartition
Ce taxon est endémique de Chine.

## Systématique
Le nom correct complet (avec auteur) de ce taxon est Malus spectabilis (Aiton) Borkh..
L'espèce a été initialement classée dans le genre Pyrus sous le basionyme Pyrus spectabilis Aiton.
Ce taxon porte en français les noms vernaculaires ou normalisés suivants : Pommier remarquable,, pommier de Chine.
Malus spectabilis a pour synonymes :
- Malus domestica var. spectabilis (Borkh.) Likhonos
- Malus microcarpa var. spectabilis (Aiton) Carrière
- Malus spectabilis f. albiplena Schelle
- Malus spectabilis f. riversii (J.R.Booth ex G.Kirchn.) Rehder
- Malus spectabilis f. roseiplena Schelle
- Malus spectabilis subsp. riversii (Nash) Rehder
- Malus spectabilis var. riversii Lavallée
- Malus spectabilis var. riversii Nash
- Mespilus spectabilis (Aiton) K.Koch
- Pyrus spectabilis subsp. floribunda Späth
- Pyrus spectabilis subsp. roseoplena T.Moore
- Pyrus spectabilis var. riversii J.R.Booth
- Pyrus spectabilis var. riversii J.R.Booth ex G.Kirchn.
- Pyrus spectabilis Aiton
- Pyrus spectabilis Sol.
- Pyrus tenorei Dippel